# 義務論理
義務論理（英: deontic logic）は、義務や権利などの概念を扱う論理学の一分野である。規範論理とも。典型的な記法としては、OA（A は義務的である、A であるべきだ）と PA（A は許されている、A でもよい）がある。deontic という言葉は古代ギリシャ語の déon（拘束されているもの、適切なもの）を語源とする。

## 歴史

### 前史
インドのミーマーンサー学派の哲学者や古代ギリシアの哲学者は、義務的概念の形式論理的関係に注目していた。また、後期中世哲学では、義務的概念と真理的概念を比較している。ゴットフリート・ライプニッツは自著 Elementa juris naturalis において、licitum、illicitum、debitum、indifferens の間の論理関係がそれぞれ、possible、impossible、necessarium、contingens の間の論理関係に対応していると記している。

### Mallyの義務論理
アレクシウス・マイノングの弟子 Ernst Mally は著書 Grundgesetze des Sollens で初めて義務論理の形式体系を提唱し、ホワイトヘッドとラッセルの命題論理の文法を使って定式化した。Mally の記法では、論理定数 U と ∩、単項作用素 !、二項作用素 f と ∞ が使われ、以下のような意味を持つ。
- !A ＝ A であるべきだ
- A f B ＝ A は B を必要とする
- A ∞ B ＝ A と B は互いを必要とする
- U ＝ 無条件に義務的である
- ∩ ＝ 無条件に禁じられている

また、f、∞、∩ は以下のように定義された。
(Def. f.) A f B = A → !B
(Def. ∞.) A ∞ B = (A f B) & (B f A)
(Def. ∩.) ∩ = ¬U
Mally は5つの形式的でない原則を提案した。
1. A が B を必要とし、B ならば C である場合、A は C を必要とする。
2. A が B を必要とし、A ならば C である場合、A は B と C を必要とする。
3. 「A が B を必要とする」とは、「A ならば B である」が義務的である場合だけを意味する。
4. 無条件に義務的であるなら、義務的である。
5. 無条件に義務的であることは、自身の否定を必要としない。

彼はこれらの原則を公理として以下のように定式化した。
I. 	((A f B) & (B → C)) → (A f C)
II. 	((A f B) & (A f C)) → (A f (B & C))
III. 	(A f B) ↔ !(A → B)
IV. 	∃U !U
V. 	¬(U f ∩)
これら公理から Mally は 35 の定理を導出したが、その多くは Mally が認めているように奇妙なものとなった。カール・メンガーは定理として !A ↔ A （「A が真である」と「Aであるべき」が同値）が導かれることを示し、! の導入に問題があるとした。メンガー以降、Mally の体系は哲学者からは見向きもされなくなった。Gert Lokhorst は Mally の35の定理とメンガーの定理の証明をスタンフォード哲学百科事典に Mally's Deontic Logic として列挙した。

### フォン・ウリクトの義務論理
最初の妥当と思われる義務論理はゲオルク・ヘンリク・フォン・ウリクトが論文 Deontic Logic として発表したものである。フォン・ウリクトは deontic という言葉を英語で初めて義務論理を指す言葉として使った。Mally の論文はドイツ語で Deontik という言葉を使っていた（1926年）。フォン・ウリクトの論文以降、多くの哲学者や計算機科学者がその研究をしたり、義務論理体系を構築するようになった。とはいうものの、義務論理は論理学の中でも議論が多く、共通認識が形成されていない領域の1つである。
1951年のフォン・ウリクトの論理体系は、命題論理に様相論理学を取り入れたものだった。1964年、フォン・ウリクトは A New System of Deontic Logic を著し、そこでは命題論理への回帰が見られ、Mally の論理体系に非常に近くなっている。フォン・ウリクトが規範的推論のために可能性と必然性の様相論理を採用したことは、ライプニッツへの回帰であった。

## 標準義務論理
フォン・ウリクトの初期の体系では、義務性と権利性は行為（acts）の特質として扱われた。すなわち、OA は「Aすべきである」、PA は「Aしてもよい」と解釈された。しかし間もなく、命題についての義務論理に可能世界意味論による単純で簡潔な意味論が見つかり、フォン・ウリクトもそれを採用した。命題についての義務論理では、OA は「Aであるべきである」、PA は「Aであってもよい」と解釈される。この義務論理を標準義務論理（standard deontic logic）と呼び、SDL、KD、Dなどと略記される。

### 構文論
標準義務論理は、様相論理KDに相当する論理である。したがって、古典論理の公理系に、次の公理と推論規則とを追加したものが標準義務論理の公理系である。
- 公理K：{\displaystyle O(A\to B)\to (OA\to OB)}
- 公理D：{\displaystyle OA\to \lnot O\lnot A}
- 必然化規則：{\displaystyle A} が無仮定で証明可能ならば、{\displaystyle OA} もまた無仮定で成立する。

公理Kおよび公理Dを日本語で表現すると、それぞれ次のようになる。
- 「A ならば B」でなければならないならば、「A でなければならないならば B でなければならない」。
- A でなければならないならば、A でもよい。

前者の直観的な意味は、{\displaystyle O(A\rightarrow B)\rightarrow (OA\rightarrow OB)}を同値な命題{\displaystyle (O(A\rightarrow B)\wedge OA)\rightarrow OB}に置き換えると理解しやすい。これは例えば、「『慈悲深い人は寄付する』が成り立つべきだ」と「慈悲深くあるべきだ」から「寄付すべきだ」を導く論法に相当する。
また、許可演算子 P と禁止演算子 F は、各々、義務演算子を用いて次のように定義される。
{\displaystyle PA:=\lnot O\lnot A}
{\displaystyle FA:=O\lnot A}
FA は、「A であってはならない」という意味である。

### 意味論
標準義務論理の意味論は通常、可能世界意味論によって与えられる。
{\displaystyle {\mathcal {M}}=\langle W,R,V\rangle }はクリプキモデルであるとする。ここで{\displaystyle W}は可能世界の集合、{\displaystyle R}は{\displaystyle W}上の二項関係、{\displaystyle V}は原子式の集合から{\displaystyle W}の冪集合への写像である。また、{\displaystyle R}は「どんな{\displaystyle w\in W}に対しても、ある{\displaystyle w'\in W}が存在して{\displaystyle wRw'}」という条件を満たすものとする（すなわち、{\displaystyle R}は継続的な関係であるとする）。論理式の真偽は、このようなクリプキモデルと可能世界{\displaystyle w\in W}に対して相対的に定められる。技術的には以下のように帰納的に定義される。なお、{\displaystyle {\mathcal {M}},w\vDash \varphi }は「{\displaystyle \varphi }はモデル{\displaystyle {\mathcal {M}}}の可能世界{\displaystyle w}において成り立つ」ということを表す。
{\displaystyle {\mathcal {M}},w\vDash p\iff w\in V(p)}
{\displaystyle {\mathcal {M}},w\vDash \varphi \land \psi \iff {\mathcal {M}},w\vDash \varphi }かつ {\displaystyle {\mathcal {M}},w\vDash \psi }
{\displaystyle {\mathcal {M}},w\vDash \varphi \lor \psi \iff {\mathcal {M}},w\vDash \varphi }または {\displaystyle {\mathcal {M}},w\vDash \psi }
{\displaystyle {\mathcal {M}},w\vDash \varphi \to \psi \iff {\mathcal {M}},w\vDash \varphi }ならば {\displaystyle {\mathcal {M}},w\vDash \psi }
{\displaystyle {\mathcal {M}},w\vDash \lnot \varphi \iff {\mathcal {M}},w\not \vDash \varphi }
{\displaystyle {\mathcal {M}},w\vDash O\varphi \iff wRw'}となる任意の{\displaystyle w'}に対して{\displaystyle {\mathcal {M}},w'\vDash \varphi }
この意味論によって意図されているのは、可能世界という概念装置に基づいて義務概念を分析することである。
{\displaystyle wRw'}の直観的な意味は、「{\displaystyle w}から見て、{\displaystyle w'}は義務論的に完全な世界（倫理的に理想的な世界、deontically perfect world）である」というものである。したがって、この可能世界意味論によれば、「現実世界において、Aであるべきだ」という文の直観的な意味は、「現実世界から見て義務論的に完全な世界のいずれにおいても、Aである」というものであることになる。同様に、「現実世界において、Aであってもよい」という文の直観的な意味は、「現実世界から見て義務論的に完全な世界のうち少なくとも一つの世界では、Aが成り立っている」というものである。

### 定理
標準義務論理の定理には例えば次のようなものが含まれている。
- {\displaystyle PA\to P(A\lor B)}
- {\displaystyle OA\to O(A\lor B)}
- {\displaystyle O(A\land B)\leftrightarrow (OA\land OB)}
- {\displaystyle P(A\lor B)\leftrightarrow (PA\lor PB)}
- {\displaystyle P(A\land B)\to (PA\land PB)}
- {\displaystyle (PA\land O(A\to B))\to PB}
- {\displaystyle OB\to O(A\to B)}
- {\displaystyle OB\to (A\to OB)}

### 量化
命題論理体系 D には比較的素直な方法で量化を導入して拡張可能である。

## アンダーソンの義務論理
Anderson (1967) は、義務演算子{\textstyle O}を、様相演算子{\textstyle \Box }および義務定項{\textstyle s}とによって定義する方法を示した。{\textstyle s}は直観的にはサンクションが生ずるということを表す。アンダーソンの定義は、{\textstyle OA\equiv \Box (\lnot A\to s)}というものである。この定義の直観的な意味は、「Aしなければならない」とは「必然的に、Aしないならサンクションが生ずる」ということだ、というものである。この定義は、直観に適うのみならず、自然言語においても観察されうるものである。実際、日本語表現「Aしなければならない」は、「Aしなければ」が「{\textstyle \lnot A}ならば」ということを、「ならない」が「サンクションが生ずる」ということを、各々意味していると考えることができる（Anderson 1967: 204）。
アンダーソンの義務論理は、様相演算子{\textstyle \Box }に対する通常の様相論理の公理（必然化規則Nおよび分離公理K）に加えて、義務定項{\textstyle s}に対して次の公理を追加するだけで得られる。その公理とは、{\textstyle \lnot \Box s}（もしくはこれと論理的に同値な{\textstyle \Diamond \lnot s}でもよい）というもので、その直観的な意味は、「すべてのサンクションを回避するということは可能である」というものである。アンダーソンの義務論理のこのバージョンは、標準義務論理と同等である。
しかし、様相公理T（{\textstyle \Box A\to A}）を加えたならば、アンダーソンの義務論理においては{\textstyle O(OA\to A)}が証明できる。これは標準義務論理では証明できない論理式である。アンダーソンの義務論理では、義務演算子{\textstyle O}は不可避的に様相演算子{\textstyle \Box }と連動することになるので、場合によっては問題含みとなりうる。

## 義務論理のパラドックス
標準義務論理が捉えている義務概念と、われわれが実際に持つ義務概念との間には、かなり隔たりがあることが知られている。このことは、以下のような種々のパラドックスによって示される。

### 自由選択許可のパラドックス
直観的には、「あなたはソファで眠るかベッドで寝るかしてよい」という命題から、「あなたはソファで眠ってもよいし、あなたはベッドで寝てもよい」という命題が論理的に導けるように思われる。ところが、標準義務論理によればそのような推論は認められない。この問題を、自由選択許可（free choice permission）のパラドックスと言う。
上の二つの命題を標準義務論理によって表現すると、それぞれ次のようになる。
- {\displaystyle P(s\lor g)}
- {\displaystyle Ps\land Pg}

直観的には、{\displaystyle P(s\lor g)\to (Ps\land Pg)} であるように思われる。しかし、この論理式は標準義務論理によれば恒真ではない。これがパラドックスである。
パラドックスを解消するために、{\displaystyle P(A\lor B)\to (PA\land PB)}を公理として追加することも考えられる。しかしこの方策はうまくいかない。この公理を追加した場合、{\displaystyle \lnot OA}が定理となってしまい、どんな命題も義務ではないことが帰結されてしまう。これではやはり直観に反することになる。

### ロスのパラドックス
ロスのパラドックスとは、「手紙を投函すべきである」という命題から、「手紙を投函するかもしくはそれを焼却するかすべきである」という命題が導けてしまうというパラドックスである。これら二つの命題を標準義務論理によって表現すると、それぞれ次のようになる。
- {\displaystyle Om}
- {\displaystyle O(m\lor b)}

ここで、{\displaystyle m\to (m\lor b)}は古典論理の定理であるから、{\displaystyle Om\to O(m\lor b)}は標準義務論理の定理である。したがって{\displaystyle Om}は{\displaystyle O(m\lor b)}を含意することが分かる。これは、手紙を投函する義務から、手紙を焼却することによっても達成しうる義務が生ずることになることを意味しており、直観に反する。

### よきサマリア人のパラドックス
以下の二つの命題があるとする。
- ジョーンズは、強盗の被害者であるスミスを助けなければならない。（It ought to be the case that Jones helps Smith who has been robbed.）
- スミスは強盗の被害者でなければならない。（It ought to be the case that Smith has been robbed.）

「ジョーンズが強盗の被害者であるスミスを助ける」ということと「ジョーンズはスミスを助ける、かつ、スミスは強盗の被害者である」ということは同値であるはずである。そこで「ジョーンズはスミスを助ける」を h、「スミスは強盗の被害者である」を r と記号化すると、上の二つの命題は次のように表現しうる。
- {\displaystyle O(h\land r)}
- {\displaystyle Or}

さて、「ジョーンズは、強盗の被害者であるスミスを助けなければならない」は真であるとする。標準義務論理によれば、{\displaystyle O(h\land r)} から {\displaystyle Or} が論理的に導ける。よってこのとき、「スミスは強盗の被害者でなければならない」も真となる。しかし「スミスは強盗の被害者でなければならない」が真であるというのはいかにも奇妙である。このような問題を、よきサマリア人のパラドックスと言う。

### サルトルのジレンマ
サルトルのジレンマとは、直観的には義務同士は衝突しうるように思われるにもかかわらず、標準義務論理によれば義務同士は衝突し得ないことになるというパラドックスである。例えば、「ジョーンズに会うべきである（ジョーンズとそう約束したので）」と「ジョーンズに会うべきでない（スミスとそう約束したので）」という二つの命題があるとする。これらを標準義務論理で表現するとそれぞれ次のようになる。
- {\displaystyle Oj}
- {\displaystyle O\lnot j}

標準義務論理によれば、{\displaystyle Oj\to \lnot O\lnot j}は常に成り立つ（義務は許可を含意する）ので、{\displaystyle Oj}から{\displaystyle \lnot O\lnot j}が導けることになる。ところが{\displaystyle \lnot O\lnot j}は、{\displaystyle O\lnot j}であることと矛盾する。よって義務同士の衝突は論理的にありえないということになり、直観に反する。

### 条件付き義務に関するパラドックス

#### チザムのパラドックス
チザムのパラドックスは、違反時義務（contrary-to-duty obligation; CTD obligation; 反義務的義務）に関するパラドックスである。直観的には、以下の四つの命題がすべて成り立っているような状況は、論理的に可能な状況であるように思われる。
- ジョーンズは隣人を助けに行くべきである。
- ジョーンズは、隣人を助けに行くのであれば、助けに行くと隣人に伝える、というふうであるべきである。
- ジョーンズは、隣人を助けに行かないのであれば、助けに行くと隣人に伝えるべきではない。
- ジョーンズは隣人を助けに行かない。

これらを標準義務論理によって表現するとそれぞれ以下のようになる。
- {\displaystyle Og}
- {\displaystyle O(g\to t)}
- {\displaystyle \lnot g\to O\lnot t}
- {\displaystyle \lnot g}

しかし、この四つの論理式の集合は矛盾している。このことは次のように考えると分かる。一つめの式と二つめの式から{\displaystyle Ot}が論理的に導ける一方で、三つめの式と四つめの式から{\displaystyle O\lnot t}が導ける。しかし{\displaystyle Ot}と{\displaystyle O\lnot t}は両立し得ない。よって上の四つの式の集合は矛盾していることが分かる。よって、上の四つの命題がすべて成り立っているような状況は、論理的にありえない状況であるということになる。これは先の直観と相容れない。
二番目の文を{\displaystyle g\to Ot}と表現すれば、論理的矛盾の発生は回避することができる。しかしこうすると、今度は別の問題が生ずる。{\displaystyle g\to Ot}は、{\displaystyle \lnot g}であることから論理的に帰結する。よって、「ジョーンズは、隣人を助けに行くのであれば、助けに行くことを隣人に伝えるべきである」という義務は、「ジョーンズは隣人を助けに行かない」という事実から論理的に導けることになる。これはこれで直観に反する。
三番目の文を{\displaystyle O(\lnot g\to \lnot t)}と表現することによっても、論理的矛盾の発生は回避できる。しかし、これも同様の問題を発生させる。すなわち、今度は「ジョーンズは隣人を助けに行くべきである」という義務から「ジョーンズが隣人を助けに行かないのであれば、ジョーンズは助けに行くことを隣人に伝えるべきではない」という義務が論理的に導けることになってしまうのである。

#### 慈悲深い殺人者のパラドックス
慈悲深い殺人者のパラドックスもまた、違反時義務のパラドックスである。以下の三つの命題がすべて成り立っているような状況は、論理的に可能な状況であるように思われる。
- あなたは人を殺すべきではない。
- もしあなたが人を殺すのであれば、あなたは慈悲深く殺さねばならない。
- あなたは人を殺す。

これらの命題は、次のように記号化されよう。
- {\displaystyle O\lnot k}
- {\displaystyle k\to Og}
- {\displaystyle k}

ここで、「人を慈悲深く殺すのであれば、人を殺すことになる」という命題、すなわち{\displaystyle g\to k}という命題は、定理と仮定してよいであろう。そうすると、{\displaystyle k,k\to Og} より {\displaystyle Og} であり、{\displaystyle \vdash g\to k} から {\displaystyle \vdash Og\to Ok} が導出できるから、{\displaystyle Ok} が導出される。そして {\displaystyle Ok} から {\displaystyle \lnot O\lnot k} が導出できる。よって {\displaystyle O\lnot k} かつ {\displaystyle \lnot O\lnot k} となり矛盾する。以上から、上の三つの命題（および {\displaystyle \vdash g\to k} という前提）が同時に成り立っているような状況は論理的にありえない状況であることになる。しかしこれは直観に反する。

## 二項義務論理
義務論理の重要な問題として、条件付き義務をどう正しく表現するかという問題がある。すなわち、「あなたがタバコを吸うなら、あなたは灰皿を使うべきだ」のような文である。以下の2つの表現のどちらが適切かは明確ではない。
{\displaystyle O(\mathrm {smoke} \rightarrow \mathrm {ashtray} )}
{\displaystyle \mathrm {smoke} \rightarrow O(\mathrm {ashtray} )}
1つめの表現は、タバコを吸わない場合、第二行為がどうであれ全体として空虚な真となる（Von Wright 1956, cited in Aqvist 1994）。2つめの表現では、以下の「慈悲深い殺人のパラドックス」に陥る。
1. あなたが人を殺すなら、あなたは慈悲深く殺さねばならない。
2. あなたは人を殺した。
1, 2よりよってあなたは慈悲深く殺さねばならない。
一見妥当そうな論法だが、文脈を無視して結論の「あなたは慈悲深く殺さねばならない」だけ見ると慈悲深い殺人を推奨しているように読めてしまう。
この問題に対処するため、二項義務論理（dyadic deontic logic）が構築された。これには以下のような二項義務作用素が定義されている。
{\displaystyle O(A\mid B)} は、「B が与えられたとき、A は義務的である」を意味する。
{\displaystyle P(A\mid B)} は、「B が与えられたとき、A は権利的である」を意味する。
この記法は条件付き確率を基にしている。二項義務論理は標準義務論理の問題をいくつか解決するが、問題が全くないわけではない。

## その他
他にも様々な義務論理の体系があり、例えば、非単調義務論理、矛盾許容義務論理、動的義務論理などがある。

## ヨルゲンセンのジレンマ
義務論理にはヨルゲンセンのジレンマと呼ばれる問題がある。一般に、規範は真理値を持たないとされる。しかし、もし規範が真理値を持たないのだとすると、次の二つの文の間でジレンマに陥る。
1. 論理的推論が成り立つには、その要素（前提と結論）が真理値をもっていなければならない。
2. 規範的言明の間には論理的推論が成り立つ。

1と2のどちらも正しいように思われる。しかし1と2を同時に受け入れるとすると、論理的に矛盾する。これがヨルゲンセンのジレンマである。
考えられる解答としては主に以下の三つが知られる。
- 規範的言明は真理値をもつと考える。メタ倫理学の用語を用いれば、これは規範の実在論ないし認知主義を採用することに相当する。
- 規範（norm）と規範命題（norm-proposition）とを区別する。規範そのものは真理値をもたないが規範命題は真理値をもつと考えた上で、義務論理は規範命題を扱うのであって規範そのものを扱うのではないとする。
- 真理とは異なる概念を用いて論理的推論の妥当性を説明する。例えば、言語行為論で定義されるような、正当性（validity）や成功（success）によって規範的言明の推論の妥当性を説明する。